# سیارک ۴۲۸۳
سیارک ۴۲۸۳ (به انگلیسی: 4283 Stoffler، نامگذاری:1988BZ) چهار هزار و دویست و هشتاد و سومین سیارک کشف شده‌است که در ۲۳ ژانویه ۱۹۸۸ کشف شد.
قدر مطلق سیارک برابر ۱۲٫۶۰ است.